# Хого до пау
Хого до пау (пт. jogo do pau, игра штапом или палицом) је једна португалска борилачка вештина и традиционални обичај, и упражњава се са штапом. 
Порекло ове борилачке вештине је у средњовековном мачевању, мада су могући утицаји разних азијских и далекоисточних борилачких вештина које су португалски морепловци донели са собом. Хого до пау је сродан са канарским хуего дел пало (пало канаријо). 
За време фашистичке диктатуре у Португалу био је забрањен и изводио се тајно или у току фолклористичких игара, те мало је фалило да се ова стара традиција заборави. После револуције 1974. и демократизације Португала настала је ренесанса ове борилачке вештине и данас је цењена не само у Португалу. Данас се хого до пау тренира са аспектом самоодбране, а постоје и спортска надметања. Борбе се воде са заштитном опремом слично оном у кан де комба или кендо. 